# Lee Si-young
Đây là một tên người Triều Tiên, họ là Lee.
Lee Si-young (Hangul: 이시영, tên khai sinh: Lee Eun-rae (Hangul: 이은래), sinh ngày 17 tháng 4 năm 1982) là một nữ diễn viên và cựu vận động viên Boxing chuyên nghiệp người Hàn Quốc, được biết đến qua các vai diễn trong Kỳ án truyện tranh, Thế giới ma quái, Chuyện Nhà Poong Sang, Vườn sao băng,... Cô sinh tại quận Cheongwon, tỉnh Chungcheong Bắc, gia đình chuyển đến Seoul khi cô lên 9 tuổi. Cô theo học chuyên ngành thiết kế thời trang tại Đại học Dongduk rồi sau đó trở thành diễn viên vào năm 2008.

## Phim điện ảnh
| Năm  | Tên phim                         | Vai           | Ghi chú                                |
| ---- | -------------------------------- | ------------- | -------------------------------------- |
| 2009 | Five Senses of Eros              | Jung Se-eun   | "Believe in the Moment" "The 33rd Man" |
| 2009 | The Righteous Thief              | Song Yeon-hwa |                                        |
| 2010 | Sooni, Where Are You?            | Jo-yeon       |                                        |
| 2011 | Meet the In-Laws                 | Da-hong       |                                        |
| 2011 | Hoodwinked Too! Hood vs. Evil    | Red Puckett   |                                        |
| 2011 | Couples                          | Na-ri         |                                        |
| 2013 | How to Use Guys with Secret Tips | Choi Bo-na    |                                        |
| 2013 | Killer Toon                      | Kang Ji-yoon  |                                        |
| 2014 | God's Trick                      | Bae-kkob      |                                        |

## Phim truyền hình
| Năm  | Tựa phim                         | Vai           | Network      | Ghi chú               |
| ---- | -------------------------------- | ------------- | ------------ | --------------------- |
| 2008 | Urban Legends Deja Vu - Season 3 | Sun-ah        | Super Action | Episode 2: "Syndrome" |
| 2008 | The Kingdom of The Winds         | Yeon-hwa      | KBS2         |                       |
| 2009 | Vườn sao băng                    | Oh Min-ji     | KBS2         | Vai phụ               |
| 2009 | Again, My Love                   | Son Jung-hwa  | KBS2         |                       |
| 2009 | Ngàn lần yêu em                  | Hong Yeon-hee | SBS          |                       |
| 2010 | Becoming a Billionaire           | Bu Tae-hee    | KBS2         |                       |
| 2010 | Playful Kiss                     | Yoon Hae-ra   | MBC          |                       |
| 2011 | Poseidon                         | Lee Soo-yoon  | KBS2         |                       |
| 2012 | Wild Romance                     | Yoo Eun-jae   | KBS2         |                       |
| 2020 | Sweet Home                       | Seo Yi-kyeong | Netflix      |                       |

## Giải thưởng
| Năm  | Giải                          | Thể loại                                  | Nominated work         | Tổng cộng | Ref.  |
| ---- | ----------------------------- | ----------------------------------------- | ---------------------- | --------- | ----- |
| 2009 | Andre Kim Best Star Awards    | Female Star Award                         |                        | Đoạt giải |       |
| 2009 | Men's Health Cool Guy Contest | Vital Woman Award                         |                        | Đoạt giải |       |
| 2010 | 7th Max Movie Awards          | Best New Actress                          | The Righteous Thief    | Đoạt giải | [ 1 ] |
| 2010 | KBS Entertainment Awards      | Best Female Newcomer in a Variety Show    | Entertainment Weekly   | Đoạt giải | [ 2 ] |
| 2010 | KBS Drama Awards              | Nữ diễn viên mới nổi                      | Becoming a Billionaire | Đoạt giải |       |
| 2011 | 47th Baeksang Arts Awards     | Best New Actress in TV                    | Becoming a Billionaire | Đề cử     |       |
| 2011 | KBS 감동대상                  | Hope Award                                |                        | Đoạt giải |       |
| 2011 | KBS Drama Awards              | Excellence Award, Actress in a Miniseries | Poseidon               | Đề cử     |       |